# Lutynia (powiat pleszewski)
Lutynia – wieś (dawniej miasto) w Polsce położona w województwie wielkopolskim, w powiecie pleszewskim, w gminie Dobrzyca nad rzeką Lutynia.
Lutynia uzyskała lokację miejską przed 1458 rokiem, zdegradowana po 1505 roku. 

## Historia

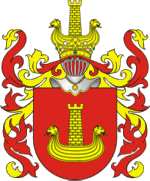
Korab - herb Lutyńskich

Pierwsza wzmianka pochodzi z 1398 roku. Lutynia swoją nazwę wzięła bądź od luty, tzn. sroga, bądź od rzeki tu przepływającej, noszącej nazwę Lutyni. W 1458 Lutynia jest wspominana jako miasteczko.
Była majątkiem rodzinnym rodziny Lutyńskich, herbu Korab. Najdawniejsi znani właściciele to Korabici z Kwiatkowa - a z nich, znany w 1414, kasztelan Jerzy Biechowski oraz, znany w 1422 r., kasztelan śremski Jan.

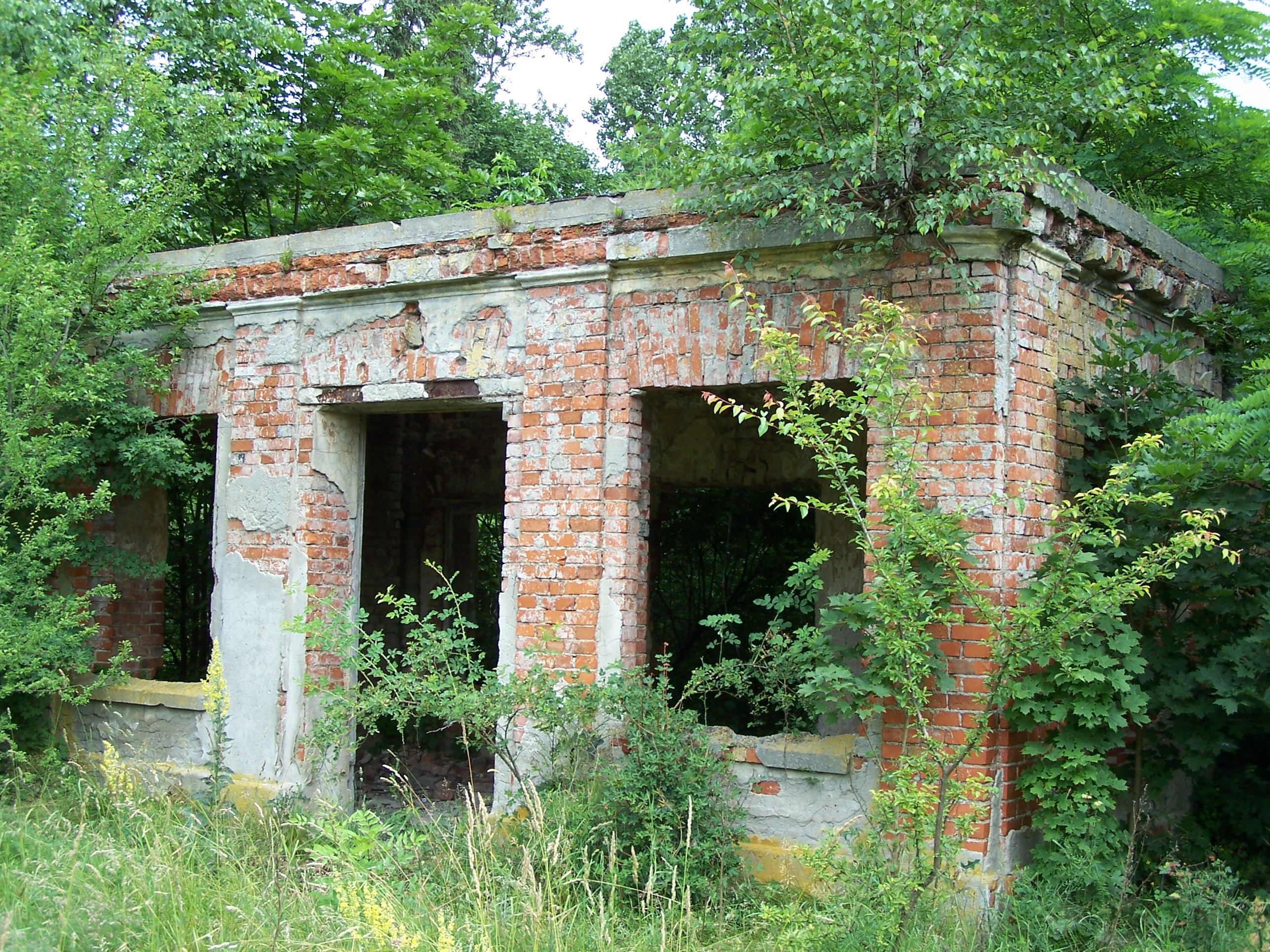
Ruiny dworku Lutyńskich w Lutyni

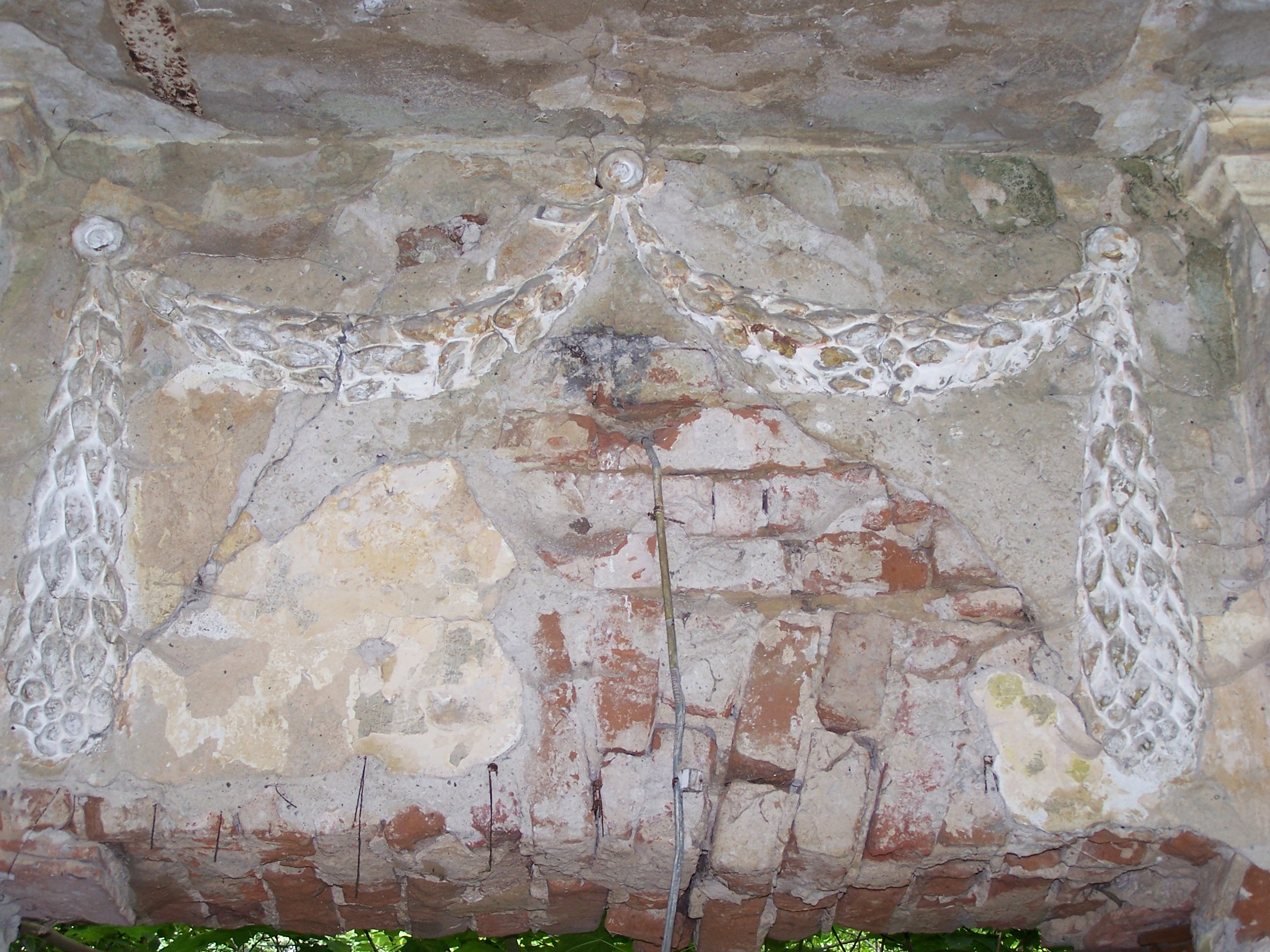
Ocalałe fragmenty sztukaterii dworku Lutyńskich w Lutyni

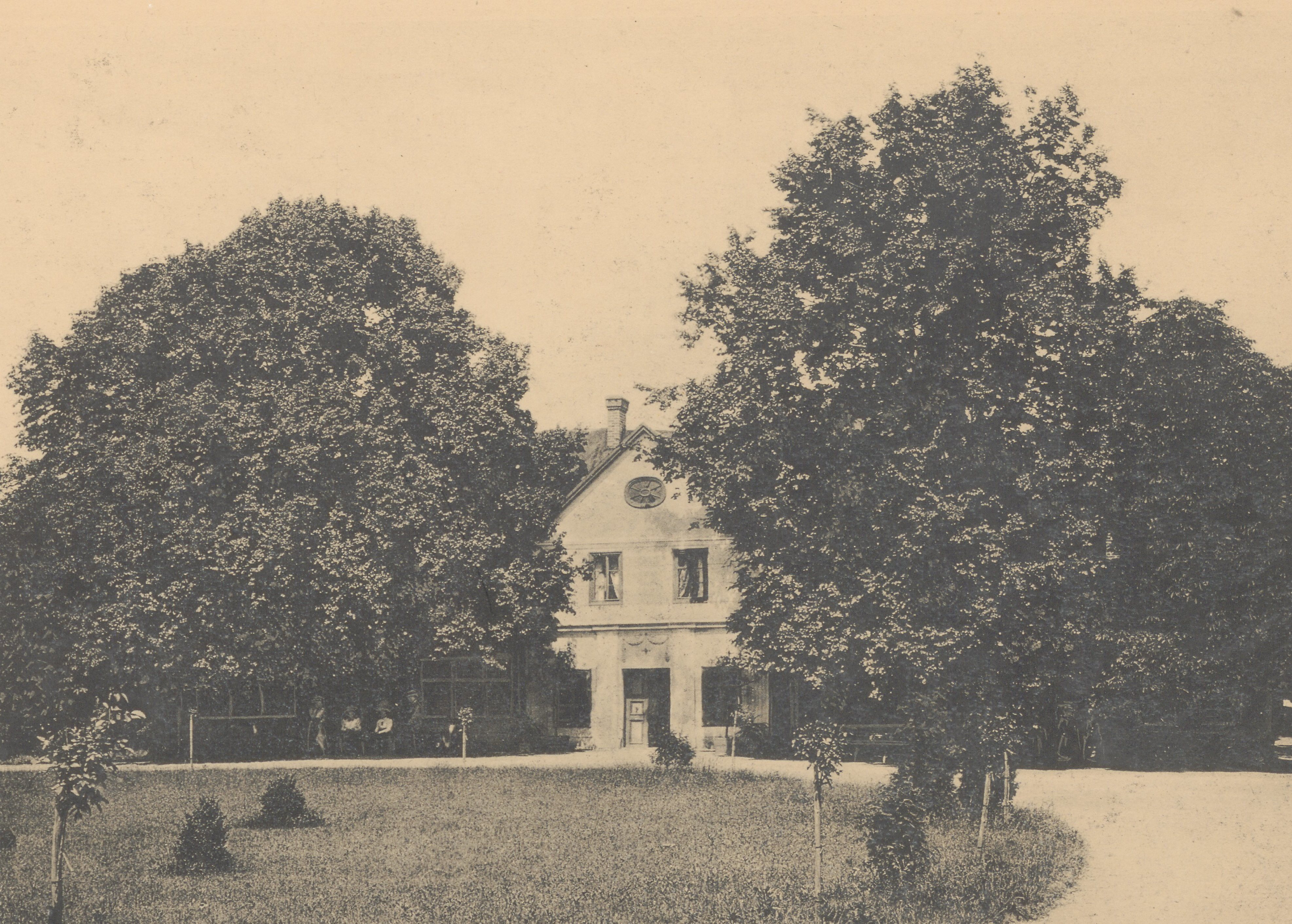
Widok dworu przed 1912

W Lutyni około 1600 r. urodził się Ludwik Samuel Twardowski herbu Ogończyk, XVII-wieczny poeta, znany i ceniony na dworze Wazów.
Od XVI w. majątek był w posiadaniu rodziny Pabianowskich. Od XVII w. majątek zmienił właścicieli. Najpierw przeszedł w ręce Oborskich, następnie Twardowskich i Złotnickich. W 1802 Lutynię kupił Józef Otulski, w którego rękach była do końca XIX w. Kolejni właściciele to Mukułowscy, którzy sprzedali Lutynię po 20 latach od zakupu rodzinie Skoroszewskich.
W okresie Wielkiego Księstwa Poznańskiego (1815-1848) miejscowość należała do wsi większych w ówczesnym pruskim powiecie Krotoszyn w rejencji poznańskiej. Lutynia należała do okręgu koźmińskiego tego powiatu i stanowiła odrębny majątek, którego właścicielem była wówczas Józefina Bogdańska. Według spisu urzędowego z 1837 roku wieś liczyła 210 mieszkańców, którzy zamieszkiwali 19 dymów (domostw).
Przy drodze do wsi znajdował się przystanek rozebranego odcinka Krotoszyn - Pleszew Krotoszyńskiej Kolei Dojazdowej. Ostatni pociąg zakończył bieg 12 stycznia 1986 r. W latach 1975–1998 miejscowość położona była w województwie kaliskim.
W Lutyni znajduje się kościół z początku XIX wieku. Działa tu także klub sportowy, a przez wieś przebiega żółty szlak turystyczny Pleszew – Lutynia – Dobrzyca o długości 18 km.

## Przystanek kolei wąskotorowej
Przy drodze powiatowej Pleszew - Krotoszyn, między Dobrzycą a Fabianowem zlokalizowany był przystanek osobowy zlikwidowanej 12 stycznia 1986 roku linii Krotoszyńskiej Kolei Dojazdowej relacji Krotoszyn Wąskotorowy - Dobrzyca - Pleszew Wąskotorowy - Pleszew Miasto - Broniszewice. Odległość od przystanku do wsi wynosiła 3 km. Przystanek powstał z chwilą budowy linii relacji Dobrzyca - Pleszew Miasto w 1900 r. Pierwszy skład przejechał przez Lutynię 10 lipca 1900 r. Po likwidacji przez Polskie Koleje Państwowe KKD tory, peron i wiata zostały rozebrane.